# Metropolis Software House
Das Metropolis Software House war ein Computerspieleentwickler mit Sitz in Warschau in Polen. Der Entwickler wurde 2008 vom polnischen Publisher CD Projekt übernommen und 2009 aufgelöst.

## Geschichte
Das Entwicklungsstudio wurde 1992 gegründet. Seine Spiele entwickelte Metropolis mit Blick auf den internationalen Vertrieb zumeist in Zusammenarbeit mit Interplay, Ubisoft, Jowood oder auch Monolith Productions.
1996/97 begann das Studio mit den Arbeiten an einem Action-Adventure auf Grundlage der Wiedźmin-Buchreihe des polnischen Fantasyautors Andrzej Sapkowski, für die sich das Studio die Lizenz des Autors sichern konnte. Gleichzeitig arbeitete das insgesamt fünfzehnköpfige Team jedoch auch an dem Shoot ’em up Katharsis (das in Deutschland unter dem Namen Blaster! erschien), dem Rollenspiel Gorky 17 und dem Beat ’em up Human Blood. Trotz eines Publishingvertrags mit Topware Interactive traten die Arbeiten zunehmend in den Hintergrund. Stattdessen veröffentlichte 2007 der polnische Publisher CD Projekt das selbst entwickelte Computer-Rollenspiel The Witcher auf Basis derselben Lizenz.
Im Jahr 2008 wurde Metropolis Software von CD Projekt übernommen. 2009 schloss der neue Besitzer das Studio, die Arbeiten am zuletzt in Entwicklung befindlichen Shooterprojekt They wurden eingestellt.

## Produkte (Auswahl)
The Prince & The Coward
Dieses 1998 erschienene Point & Click Adventure wurde in Deutschland unter dem Titel Galador veröffentlicht.
Gorky 17
Gorky 17 ist ein 1999 erschienenes, düsteres Strategiespiel mit Rollenspielelementen im Stil von Jagged Alliance. Den Deutschlandvertrieb übernahm TopWare Interactive.
Archangel
Archangel (dt.: Erzengel) ist ein Action-Adventure in Verfolgerperspektive mit leichten Rollenspiel-Komponenten. Michael, der Hauptcharakter des Spiels, erwacht nach einem Autounfall in einer geheimnisvollen, mittelalterlichen Umgebung und erfährt, dass das Schicksal jener Welt in seinen Händen liegt. Es wurde 2002 von Jowood in Deutschland veröffentlicht.
Gorky Zero – Beyond Honor
Gorky Zero – Beyond Honor spielt im selben Universum wie Gorky 17, findet aber zeitlich vor diesem statt. Der Spieler übernimmt die Rolle des bereits aus Gorky 17 bekannten Cole Sullivan, welcher in der Ukraine Geheimaufträge durchführt, um eine finstere Sekte aufzuhalten.
Aurora Watching
Aurora Watching spielt erneut im Gorky-Universum. Die Handlung findet diesmal nach Gorky 17 statt.
Infernal
Der im Frühjahr 2007 erschienene Third-Person-Shooter Infernal handelt von Ryan Lennox, einem ehemaligen Agenten des Lichts, welcher durch unglückliche Umstände zur Gegenseite übergelaufen ist.